# 奥姆登
奥姆登是德国巴登-符腾堡州的一个市镇。总面积5.55平方公里，总人口1720人，其中男性885人，女性835人（2011年12月31日），人口密度310人/平方公里。

## 友好城市
- 法國 莫达讷